# Parzniew
Parzniew – wieś sołecka w Polsce położona w województwie mazowieckim, w powiecie pruszkowskim, w gminie Brwinów. Leży nad rzeką Zimna Woda.

## Położenie

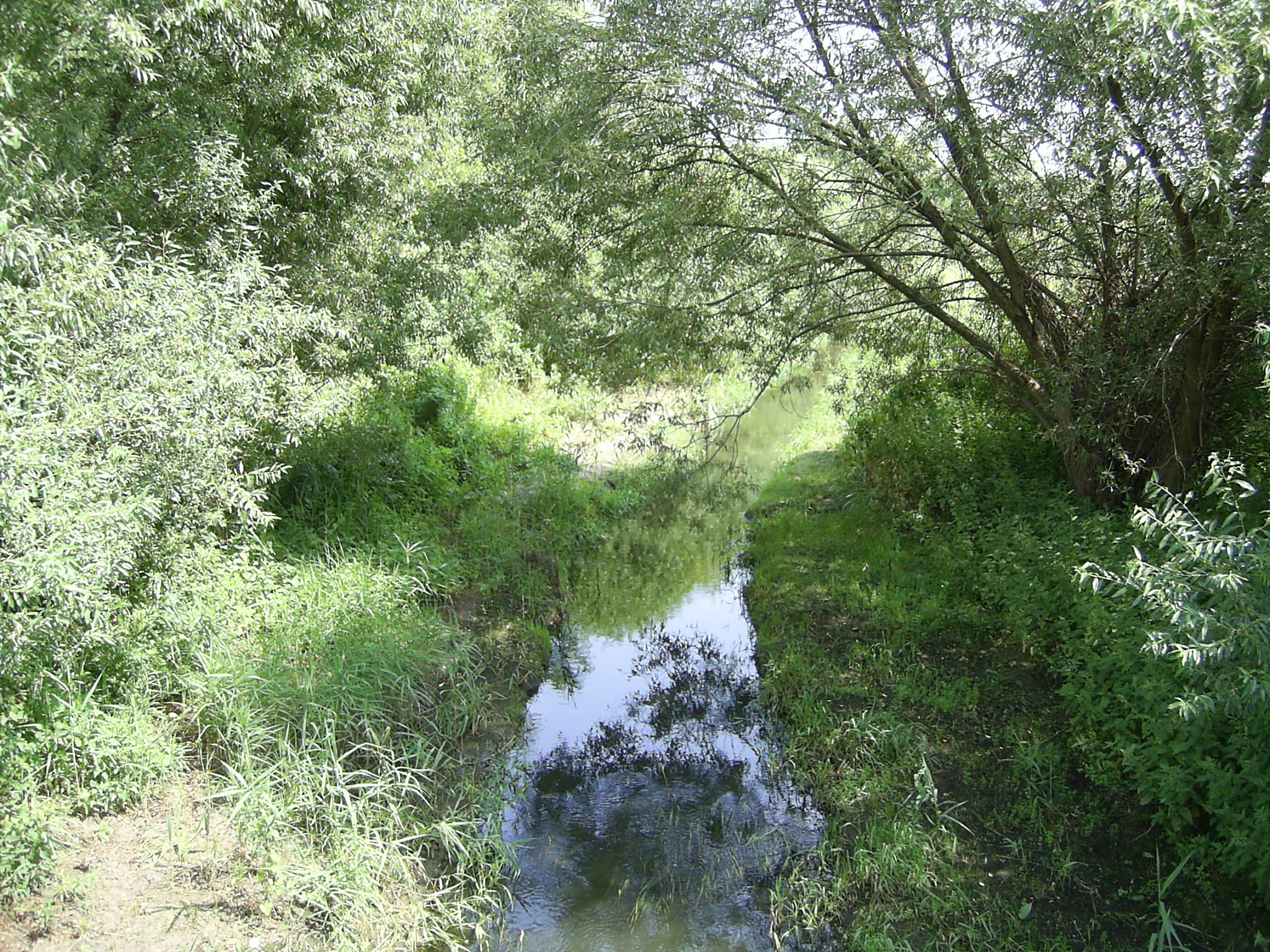
Zimna Woda w Parzniewie

Parzniew znajduje się w połowie drogi między Brwinowem a Pruszkowem, przy torach Kolei Warszawsko-Wiedeńskiej (obecnie linie kolejowe nr 1 i 447), wyłącznie po ich południowej stronie (1 stycznia 2021 nastąpiła zmiana granic miasta Brwinów, które powiększone zostało m.in. o dotychczasowy teren Parzniewa, tzw. "przemysłowego", położony po północnej stronie linii kolejowej). Na terenie przy granicy Pruszkowa wzdłuż ulicy Działkowej należącym do Parzniewa (od centrum wsi oddzielonym rozległymi polami) wybudowane są 2 nowe (od 2006 i 2011) osiedla mieszkaniowe „Twój Parzniew – Miasto Ogród”. W ostatnich latach w Parzniewie powstają kolejne mniejsze osiedla wielorodzinne. Południowym skrajem miejscowości płynie Zimna Woda, dopływ Utraty.

## Historia

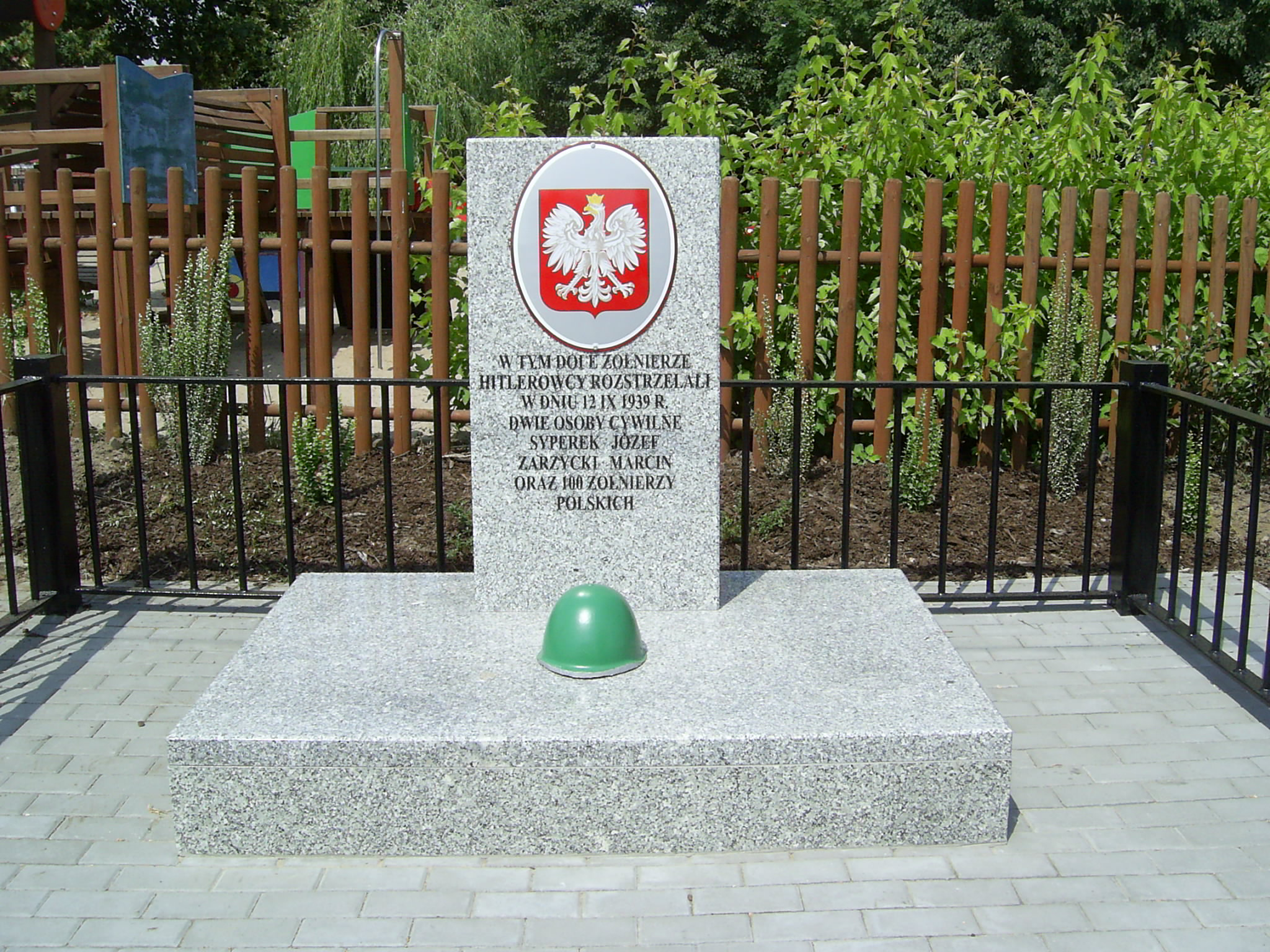
Pomnik ku czci rozstrzelanych przez hitlerowców 12 IX 1939

Na terenie Parzniewa 12 września 1939 rozegrała się bitwa pod Brwinowem. Przy drodze z Brwinowa do Pruszkowa znajdują się dwa odnowione w 2009 pomniki: w centrum stoi pomnik ku czci żołnierzy i cywilów rozstrzelanych przez hitlerowców, przy wyjeździe w stronę Pruszkowa upamiętniony jest 36 Pułk Piechoty Legii Akademickiej, który brał udział w tych walkach.
W latach 1975–1998 miejscowość administracyjnie należała do województwa warszawskiego.

## Infrastruktura

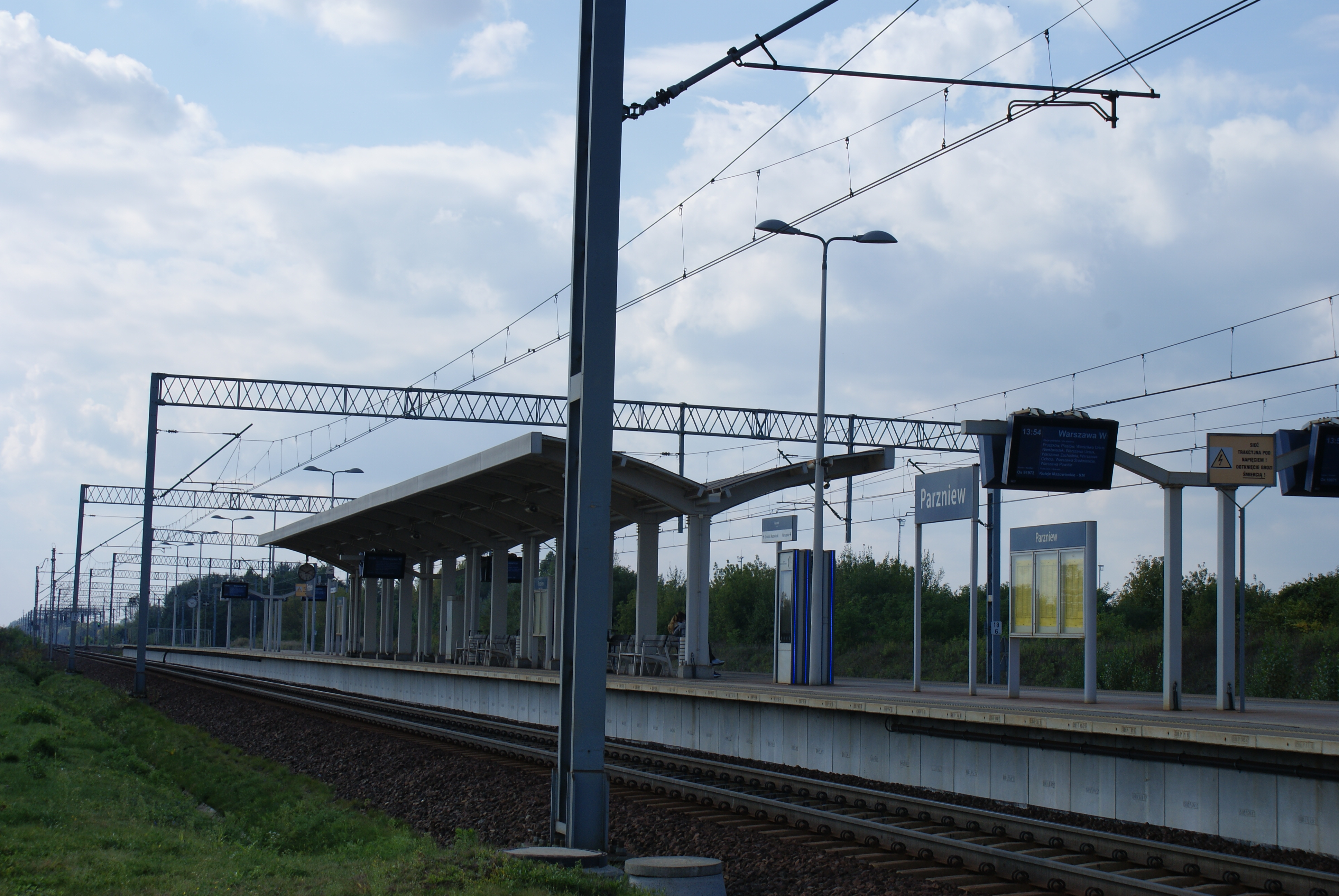
Przystanek kolejowy w Parzniewie

Na terenie wsi stacjonuje na zimę Cyrk Zalewski oraz jego emerytowane zwierzęta. W Parzniewie znajduje otwarty w 2018 roku przystanek kolejowy Parzniew. W miejscowości funkcjonuje Niepubliczna Szkoła Podstawowa dla dzieci z zaburzeniami ze spektrum autyzmu „Przylądek”. 

## Instytucje
W Parzniewie przy ulicy Przyszłości mają siedzibę Krajowa Rada Izb Rolnicznych a także Laboratorium Oceny Mleka Krajowego Centrum Hodowli Zwierząt. W pobliżu, przy ulicy Wolności, ma siedzibę Mazowiecka Izba Rolnicza. 